# فيلي والش
فيلي والش (بالإنجليزية: Willie Walsh)‏ هو شخصية أعمال ورائد أعمال أيرلندي، ولد في 25 أكتوبر 1961 في دبلن في جمهورية أيرلندا.

## وصلات خارجية
- فيلي والش على موقع مونزينجر (الألمانية)